# Neumann János Egyetem
A Neumann János Egyetem 2016. július 1-én a Kecskeméti Főiskola és a Szolnoki Főiskola Gazdasági Kara integrációjával keletkezett. A korábbi Kecskeméti Főiskola 2000-ben három főiskola integrációjával jött létre, így a dél-alföldi régió legnagyobb főiskolájává vált. Az egykor önálló intézmények ezt követően a Neumann János Egyetem karaiként működtek: GAMF Műszaki és Informatikai Kar, Kertészeti és Vidékfejlesztési Kar, Pedagógusképző Kar és a Gazdaságtudományi Kar. A szolnoki Gazdálkodási Kar 2019. augusztus elsejével a Debreceni Egyetemhez, a Pedagógusképző Kar  2020  augusztus elsejével a Károli  Gáspár Református Egyetemhez csatlakozott, majd Nagykőrösre települt.
Az egyetem létrehozásában fontos szerepet játszott a Matolcsy György vezette Magyar Nemzeti Bank, annak a Pallas Athéné Domus Meritis (PADMA) nevű alapítványa, amit a Bács-Kiskun vármegyei, kiemelten kecskeméti felsőfokú közgazdasági szakemberképzés támogatására hoztak létre. 

## Az egyetem története
A Kecskeméti Főiskola mindhárom kara az integrációt megelőzően is nagy múltra tekintett vissza. A Gépipari és Automatizálási Műszaki Főiskolai Kar jogelődjét, a Felsőfokú Gépipari Technikumot 1964-ben alapították, amely 1969-ben Gépipari és Automatizálási Műszaki Főiskola (GAMF) elnevezéssel főiskolai rangot kapott. Ma a Kecskeméti Főiskola legnagyobb kara mintegy 2500 hallgatójával. A Kertészeti Főiskolai Kar jogelődje a Felsőfokú Mezőgazdasági Technikum átszervezésével létrehozott, a Kertészeti Egyetemhez tartozó Kertészeti Főiskolai Kar. A Kecskeméti Főiskola Tanítóképző Főiskolai Kara és jogelődje a Tanítóképző Főiskola kilencvenéves oktatási múltra tekint vissza. A középszintű tanítóképzés 50 évvel ezelőtt vált felsőfokúvá.
A három intézmény 2000. január 1-től alkotta a Kecskeméti Főiskolát. 2016. július 1-től a Kecskeméti Főiskola és a Szolnoki Főiskola egyesülésével megalakult a Pallas Athéné Egyetem, amely 4 kart foglalt magába.
2017. augusztus 1-től az intézmény Neumann János Egyetem megnevezéssel működik tovább.
2020-ban állami forrásból létrehozták a Neumann János Egyetemért Alapítványt 44,4 milliárd Ft, 2021-ben további 100,0 milliárd Ft pénzügyi vagyoni juttatással, amelyet az egyetem céljaira, infrastruktúrája fejlesztésére használhatott fel.

### Vagyonvesztés
Az Állami Számvevőszék 2025 márciusában jelentést hozott nyilvánosságra arról, hogy az egyetemet támogató alapítvány gazdálkodásában súlyos hiányosságokat tártak fel.
Az Alapítvány 2021-ben a rendelkezésére álló 127,5 milliárd Ft likvid pénzeszközeit három ütemben a Pallas Athéné Domus Meriti Alapítvány (PADME) tulajdonában álló OPTIMA Befektetési Zrt. által kibocsátott 10 éves futamidejű, kirívóan alacsony, 2,5%-os kamatozású vállalati kötvénybe fekteti be. A PADME Alapítvány kuratóriumi elnöke egyben a Neumann János Egyetemért Alapítvány kuratóriumi elnöke is volt. Ez az összefonódás is hozzájárulhatott ahhoz, hogy a kuratórium a kötvényt kibocsátó érdekeit az alapítvány érdekei elé helyezte.
Az Optima befektetései kudarcosnak bizonyultak, ezért a kuratórium 2024 januárjában kötvényeinek visszaváltását kezdeményezte. Az OPTIMA Befektetési Zrt. nem tudta a kötvényeket a szerződéses kötelezettségeinek megfelelően visszavásárolni, a kibocsátó és az alapítvány közötti tárgyalások 2025 márciusában is folyamatban voltak.
Az Állami számvevőszék megállapította, hogy amellett, hogy a kötvénybe fektetett teljes összeg megtérülése is kétségessé vált, önmagában az alacsony kamatok miatti elmaradt haszon formájában jelentkező kár már az első teljes évben elérhette a 15,4 milliárd forintot is.

## Az egyetem szervezeti felépítése
- Központi szervezeti egységek
  - Neumann János Egyetemért Alapítvány
  - Rektori Kabinet
  - Kancellári Hivatal
  - Gazdasági Igazgatóság
  - Jogi és Igazgatási Igazgatóság
  - Innovációs Központ
  - Könyvtár és Információs Központ
  - Oktatási és Képzési Igazgatóság
  - Hallgatói Szolgáltató Központ
  - Duális Képzési Központ
  - Sportközpont
  - Nyelvoktatási és Nyelvvizsgaközpont
  - Informatikai Hálózati Csoport
  - Minőségirányítási Iroda
  - Külügyi Iroda
  - Kollégium
  - MNB Tudásközpont
  - Kármán Tódor Védelemipari és Technológiai Tudásközpont
  - Kopátsy Sándor Tudásközpont
  - Animációs Tudásközpont
- Gazdaságtudományi Kar
  - Menedzsment és Üzleti Jog Tanszék
  - Marketing és Üzleti Kommunikáció Tanszék
  - Pénzügy és Számvitel Tanszék
  - Nemzetközi és Gazdaságtan Tanszék
- GAMF Műszaki és Informatikai Kar
  - Innovatív Járművek és Anyagok Tanszék
  - Informatika Tanszék
  - Alaptudományi Tanszék
  - Anyagvizsgáló és Méréstechnikai Laboratórium
- Kertészeti és Vidékfejlesztési Kar
  - Kertészeti Tanszék
  - Agrárökonómiai Tanszék
  - Agrártudományi Tanszék
  - Tangazdaság
  - Talaj- és Növényvizsgáló Laboratórium
- Egyetemi Doktori és Habilitációs Tanács
  - NJE Gazdálkodás- és Szervezéstudományok Doktori Iskola

## Képzések

### Alapképzés
- GAMF Műszaki és Informatikai Kar
  - gépészmérnök
  - járműmérnök (magyar és angol nyelven)
  - mérnökinformatikus (magyar és angol nyelven)
  - műszaki menedzser
  - logisztikai mérnök
- Kertészeti és Vidékfejlesztési Kar
  - kertészmérnök (magyar és angol nyelven)
  - vidékfejlesztési agrármérnök
  - mezőgazdasági mérnök
- Gazdaságtudományi Kar
  - gazdálkodási és menedzsment
  - nemzetközi gazdálkodási
  - kereskedelem és marketing
  - pénzügy és számvitel
  - turizmus-vendéglátás

### Felsőoktatási szakképzés
- GAMF Műszaki és Informatikai Kar
  - mérnökinformatikus
  - programtervező informatikus
  - műszaki
- Kertészeti és Vidékfejlesztési Kar
  - mezőgazdasági
- Gazdaságtudományi Kar
  - gazdálkodási és menedzsment
  - kereskedelem és marketing
  - pénzügy és számvitel
  - turizmus-vendéglátás

### Mesterképzés
- GAMF Műszaki és Informatikai Kar
  - gépészmérnök
- Kertészeti és Vidékfejlesztési Kar
  - kertészmérnök (levelező)
  - vidékfejlesztési agrármérnök (levelező)
- Gazdaságtudományi Kar
  - Master of Business Administration (MBA) (levelező)
  - Nemzetközi gazdaság és gazdálkodás (Budapest)
  - Regionális és környezeti gazdaságtan (Budapest)

### Szakirányú továbbképzés
- GAMF Műszaki és Informatikai Kar
  - Additív gyártástechnológiai szakmérnök/szakember
  - CAD/CAM tervező szakmérnök/szakspecialista
  - Elektromos járműhajtás szakmérnök/szakember
  - Logisztikai rendszerek szakmérnök/szakspecialista
  - Minőségügyi rendszerek szakmérnök/szakspecialista
  - Műanyag-feldolgozó technológus szakmérnök
  - Programozó informatikus
- Kertészeti és Vidékfejlesztési Kar
  - Szőlőtermesztő és borász szakmérnök/menedzser

## Telephelyek
- Rektori Hivatal
  - 6000 Kecskemét, Izsáki út. 5.
- GAMF Műszaki és Informatikai Kar
  - 6000 Kecskemét, Izsáki út 10.
- Kertészeti és Vidékfejlesztési Kar
  - 6000 Kecskemét, Izsáki út 10.
  - 6000 Kecskemét, Mészöly Gyula tér 1-3.
- Homokbánya Kollégium
  - 6000 Kecskemét, Homokszem u. 3-5.
- Kertészeti Főiskolai Kar Tangazdaság
  - 6000 Kecskemét, Kisfái 181.
- Gazdaságtudományi Kar
  - 6000 Kecskemét, Izsáki út 5.
  - 1117 Budapest, Infopark sétány 1.
- NJE Gazdálkodás- és Szervezéstudományok Doktori Iskola
  - 1117 Budapest, Infopark sétány 1.
- MNB Tudásközpont
  - 1117 Budapest, Infopark sétány 1.

## Hallgatói szolgáltatások
- Kollégiumok
- Sportolási lehetőségek
  - torna- és edzőtermek
  - füves, műfüves és aszfaltos futballpályák
  - teniszpályák
- Könyvtár és Információs Központ Archiválva 2009. január 3-i dátummal a Wayback Machine-ben
- Nyelvtanulás és nyelvvizsga
- Hallgatói Szolgáltató Központ
- Mentorprogram
- Menza, büfé
- Internet-hozzáférés

## Kutatási területek
- GAMF Műszaki és Informatikai Kar
  - anyagtudományok, finomfelületi megmunkálások, az automatizálás egyes területei, műanyaghulladékok újrahasznosítása, digitális technika, neurális hálózatok, az emberi hang gépi feldolgozása stb.
- Kertészeti és Vidékfejlesztési Kar
  - biokontroll készítmények felhasználása, környezetkímélő termesztési módok kialakítása, a Duna-Tisza közi homokhátság fenntartható fejlődésének modellezése, mezőgazdasági termékek bioetanol alapú hasznosítás

## Kapcsolódó szócikk
- Pallas Athéné Domus Meriti Alapítvány